# Charles Heidsieck
Pour les articles homonymes, voir Heidsieck.
 (novembre 2011).
Si vous disposez d'ouvrages ou d'articles de référence ou si vous connaissez des sites web de qualité traitant du thème abordé ici, merci de compléter l'article en donnant les références utiles à sa vérifiabilité et en les liant à la section « Notes et références ».
Charles-Camille Heidsieck (1822–1893) est un homme d'affaires français, fondateur de la maison de champagne Charles Heidsieck.

## Biographie

### Famille et enfance
Il est le fils de Charles-Henri Heidsieck et d’Émilie Henriot, elle-même liée au Champagne Henriot. 
Son grand-oncle, Florens-Louis Heidsieck, fondateur de la Maison de Champagne Heidsieck et Cie, est notamment connu pour avoir accompagné Napoléon Ier en Russie en 1811, transportant des caisses de champagne pour célébrer son éventuelle victoire. 
Son oncle, Christian Heidsieck, fonde la Maison Heidsieck, mais meurt neuf mois plus tard. C’est sa veuve qui prendra la suite des affaires avec son second époux, Guillaume-Henri Piper. Cette dernière maison deviendra plus tard Piper-Heidsieck. Auguste Delius le troisième cousin reprend l'activité bancaire de la maison.
Son père, Charles-Henri Heidsieck, travaille pour la Maison de Champagne Heidsieck et Cie, avant de reprendre l’affaire de textile de ses beaux-parents, après s'être marié en 1818 à Émilie Henriot Godinot, issue d’une vieille famille champenoise qui a fait fortune dans le textile. Il meurt lorsque Charles n’a que 2 ans. Charles et sa sœur sont donc éduqués par leur mère, de qui ils resteront très proches.
Charles Heidsieck étudie d’abord à Paris, puis à Lübeck en Allemagne. Son éducation soignée lui permet de parler plusieurs langues couramment (dont le français, l’anglais et l’allemand), tout comme de se distinguer par sa culture cosmopolite et ses manières raffinées.
Charles épouse Amélie Henriot, issue d’une grande famille aristocratique rémoise, le 26 janvier 1850, qui lui donnera huit enfants.

### Carrière
Après plusieurs voyages en Europe, Charles commence sa carrière au sein de la Maison Piper-Heidsieck.
Fort de cette première expérience, il fonde sa propre Maison de Champagne portant son nom, Charles Heidsieck, en 1851. Il exploite les vignobles de champagne Auger-Godinot dirigés par son beau-frère Ernest Henriot.
Il est connu pour avoir popularisé le champagne aux États-Unis, où il était surnommé « Champagne Charlie ».
Visionnaire et fin commercial, il perçoit très tôt l’opportunité que pourraient représenter les États-Unis alors en plein développement. Il se lance à la conquête du marché américain en 1852, lors de sa première visite aux États-Unis, faisant de lui le premier négociant de vin de champagne à débarquer outre-Atlantique. Il se rend alors en Nouvelle Angleterre et à New York.
Sa personnalité distinguée et son goût de l’entreprise plaisent aux Américains, lui permettant de devenir en quelques mois une figure importante de la société mondaine. Il impressionne par son aisance, son élégance, et son excellente éducation aristocratique, et n’hésite pas à faire parler de lui pour faire connaître son champagne, comme lorsqu’il fait venir son meilleur fusil de France, réputé être un excellent tireur. Ses déplacements sont suivis par de nombreux journalistes, et la haute société américaine se l’arrache, lui et son champagne. Le peuple américain le surnomme « Champagne Charlie », et une chanson lui est même consacrée. De nombreux articles, notamment dans le Harper’s weekly et dans le Frank Leslie’s Illustrated Newspaper, relatent ses aventures aux États-Unis.
Entre 1852 et 1860, il effectua 4 longs voyages afin d’installer ses affaires et ses agents commerciaux. Sa stratégie est payante : en moins de 5 ans, il écoule plus de 300 000 bouteilles sur le sol américain.
Ses voyages constituent une source historiographique intéressante. Dans ses lettres, il décrit avec précision la vie quotidienne dans différentes villes américaines, tout comme la faune et la flore du Sud des États-Unis, mais aussi l’esclavage ou encore les tensions entre les États du Nord et du Sud ayant mené à la guerre de Sécession.
Alors que la guerre de Sécession est déclarée, Charles est amené à retourner aux États-Unis afin de recouvrer les dettes de ses agents causées par le conflit. Il est alors fait prisonnier par le général William Orlando Butler, soupçonné d’être un espion du gouvernement français et de la confédération. Emprisonné à Fort Jackson en Louisiane dans des conditions difficiles, il se voit offrir sa libération quelques jours après son arrestation. Cependant, il refuse, demandant qu’on lui présente des excuses officielles ainsi que la garantie d’aller et venir aux États-Unis par la suite. Sa captivité durera plus de 4 mois, et il sera finalement libéré le 16 novembre 1862 grâce à l’intervention de Lincoln, sollicité entre autres par Napoléon III et l’impératrice Eugénie. Cet incident diplomatique est entré dans l’Histoire sous le nom « d’incident Heidsieck ». 

### Retour en France
Charles Heidsieck revient alors en France très affaibli physiquement et financièrement, sa Maison de champagne ayant fait faillite entre-temps.

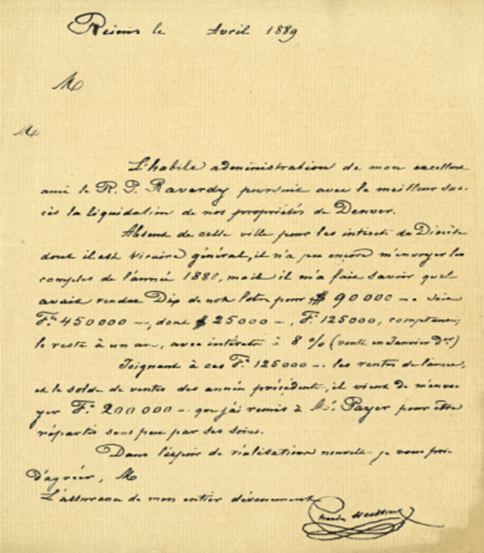

Il doit son salut aux titres de propriété de terrains du village de Denver, obtenus à titre de paiement de son champagne, et qui ont pris de la valeur lorsque la ville est devenue l’une des plus importantes de l’Ouest américain lors de la ruée vers l’or. La vente de ces nombreux terrains lui permit de régler ses dettes et de relancer rapidement une des Maisons les plus prestigieuses de Champagne.

Crayère n° 9, Charles Heidsieck.

Soucieux de la qualité de ses vins, il adopte une stratégie différente de la plupart de ses concurrents. Au lieu d’acquérir des vignobles, Charles à l’idée d’investir dans des crayères, anciennes carrières gallo-romaines situées sous la colline Saint-Nicaise de Reims et aujourd’hui inscrite au registre du patrimoine mondial de l’Unesco, qui selon lui, offrent les conditions idéales pour le vieillissement des vins. Il achète les vins aux meilleurs vignerons lors des meilleures années, lui permettant ainsi d’obtenir un champagne d’une très grande qualité.
Les crayères sont encore aujourd’hui utilisée pour vieillir les bouteilles de champagne de la Maison Charles Heidsieck.
Décidé à conquérir le marché européen, Charles concentre d’abord ses efforts sur les marchés belge et anglais. Petit à petit, les affaires reprennent, et il devient le fournisseur officiel de nombreuses cours royales et impériales.
Il meurt en léguant à son fils, Charles Marie Eugène (1855-1930) une affaire florissante, qui restera dans la famille jusqu'en 1976.

## Postérité
En 1989, Hugh Grant interpréta le rôle de Charles Heidsieck dans le film « Champagne Charlie » d'Allan Eastman, une production de télévision franco-canadienne retraçant l’épopée du fondateur et la création de la Maison Charles Heidsieck.
Joseph Henriot rendit hommage à Charles Heidsieck dans un roman inspiré de la vie du fondateur de la Maison, intitulé Champagne Charlie, paru en 1982.